# Crataegus quaesita
Crataegus quaesita är en rosväxtart som beskrevs av Chauncey Delos Beadle. Crataegus quaesita ingår i Hagtornssläktet som ingår i familjen rosväxter.

## Underarter
Arten delas in i följande underarter:
- C. q. egens
- C. q. floridana